# زاده‌شده برای مردن: نسخه بهشت
زاده‌شده برای مردن: نسخه بهشت (انگلیسی: Born to Die: The Paradise Edition) یک نسخه مجدد از دومین استودیویی خواننده-ترانه‌سرای آمریکایی لانا دل ری، زاده‌شده برای مردن (۲۰۱۲) است. این آلبوم در ۹ نوامبر ۲۰۱۲ توسط اینترسکوپ و پالیدور رکوردز منتشر شد. نسخه بهشت ده ماه پس از آلبوم اصلی منتشر شد و شامل هشت قطعه جدید است که هم‌زمان با آلبوم چندآهنگه (ئی‌پی) مستقل بهشت (۲۰۱۲) در دسترس قرار گرفتند.